# King Push – Darkest Before Dawn: The Prelude
Albums de Pusha T
My Name Is My Name
(2013) Daytona
(2018)
King Push – Darkest Before Dawn: The Prelude est le deuxième album studio du rappeur américain Pusha T, sorti le 18 décembre 2015, sur les labels GOOD Music et Def Jam.

## Accueil critique
King Push – Darkest Before Dawn: The Prelude reçoit des critiques élogieuses, obtenant un score de 85⁄100, sur la base de vingt-deux critiques collectées sur Metacritic. David Jeffries du site AllMusic présente l'album comme « inégal » et « étrange » mais ajoute que le « rappeur reste un artiste imparable ».

## Liste des titres
| 1.    | Intro                                                  | Terrence Thornton, Leland Wayne, Rob Mandell                                                                     |                                      | 2:33 |
| 2.    | Untouchable                                            | Thornton, Timothy Mosley, Jetmir Milli Salii, Christopher Wallace, Sean Hamilton, Tracey Horton, Mark Richardson | Think B.I.G. de The Notorious B.I.G. | 3:09 |
| 3.    | M.F.T.R. (featuring The-Dream)                         | Thornton, Matthew Samuels, Adam Feeney, Terius Nash                                                              |                                      | 4:07 |
| 4.    | Crutches, Crosses, Caskets                             | Thornton, Mario Winans, Carlton Mays, Maurice Jordan                                                             |                                      | 2:24 |
| 5.    | M.P.A. (featuring Kanye West, A$AP Rocky et The-Dream) | Thornton, Kanye West, Che Pope, Mark Batson, Rakim Mayers, Nash                                                  | Konklusjon de Good News              | 4:45 |
| 6.    | Got Em Covered (featuring Ab-Liva)                     | Thornton, Mosley, Salii, Shawn Carter, Ricardo Thomas                                                            |                                      | 3:15 |
| 7.    | Keep Dealing (featuring Beanie Sigel)                  | Thornton, Nashiem Myrick, Donald Davidson, Dwight Grant                                                          |                                      | 4:11 |
| 8.    | Retribution (featuring Kehlani)                        | Thornton, Rico Love, Deafh Beats                                                                                 |                                      | 3:18 |
| 9.    | F.I.F.A.                                               | Thornton, Kamaal Fareed                                                                                          | Tout au Pas de Jean-Philippe Goude   | 2:18 |
| 10.   | Sunshine (featuring Jill Scott)                        | Gianfranco Reverberi, Claudio Ghiglino, Susan Duncan-Smith                                                       |                                      | 3:13 |
| 33:13 |                                                        | |                                      |      |